# Relações entre Polônia e Ucrânia
As relações entre Polônia e Ucrânia são as relações diplomáticas estabelecidas entre a República da Polônia e a Ucrânia. Ambos são vizinhos, com uma extensão de 526 km na fronteira entre os dois países. A Polônia foi o primeiro país a reconhecer a independência da Ucrânia após a dissolução da União Soviética, em 1991. Já em 1992, os dois países assinaram um tratado de amizade e cooperação, que confirmou a fronteira existente. Desde o fim da URSS, a Polônia e a Ucrânia desenvolveram as suas políticas externas e de segurança de diferentes maneiras. A Polônia realizou uma transformação bem-sucedida, que levou à sua integração com a OTAN e a UE, enquanto a Ucrânia buscou um equilíbrio entre o Ocidente e a Rússia. Esse meio-termo em sua política externa a tornou vulnerável a uma agressão russa em 2014.
Desde os protestos de Maidan, as relações entre as duas nações têm sido especialmente próximas, com ambos os governos deixando de lado as disputas do passado a fim de fornecer uma frente comum contra Moscou. Após o início dos combates no leste da Ucrânia, a Polônia tornou-se o terceiro maior fornecedor de ajuda militar não-letal aos Ucranianos, além de dispensar assistência humanitária e financeira.